# Christof Leng
Pour les articles homonymes, voir Leng.
Christof Leng, né à Friedberg, en Hesse, le 14 septembre 1975, est un informaticien et homme politique allemand du Parti pirate allemand.
Il est le cofondateur et le premier chef de son parti, jusqu'en mai 2007.